# محمد حمدي النشار
الدكتور محمد حمدي النشار (26 يوليو 1923 ـ 22 سبتمبر 2015)، وزير المالية الأسبق، وأستاذ أكاديمي مصري، والرئيس الرابع لجامعة أسيوط وأول عميد لكلية التجارة بها.

## تدرجه العلمي
حصل النشار على درجة البكالوريوس في المحاسبة من كلية التجارة بجامعة القاهرة سنة 1945، ومنها أيضًا حصل على درجة الماجستير في المحاسبة والمراجعة سنة 1950، قبل ان يحصل على درجة الدكتوراه في المالية العامة والضرائب من كلية التجارة بجامعة الإسكندرية سنة 1956.

## مناصبه الأكاديمية والسياسية
كان النشار أمينًا للاتحاد الاشتراكي في أسيوط، وقد تولى منصب نائب رئيس جامعة أسيوط لشؤون الدراسات العليا والبحوث في الفترة من أبريل 1968 إلى يونيو 1969، ثم صعد إلى منصب رئيس الجامعة في الفترة من 8 مارس 1969 إلى 24 نوفمبر 1974، تولى بعدها منصب وزير المالية لفترة وجيزة من نوفمبر 1974 إلى مايو 1975، ثم عاد إلى رئاسة الجامعة من 3 مايو 1975 إلى 15 أغسطس 1979.

## من مؤلفاته
- الأصول العلمية للمحاسبة وتطبيقاتها[2]
- دراسات في التنظيم المحاسبي[2]
- أصول التشريع الضريبي المصري[2]
- أصول الرياضة المالية[2]

## الجوائز
حصل علي وسام الجمهورية من الطبقة الأولى.